# Hiromichi Shinohara
Pour les articles homonymes, voir Shinohara.
Hiromichi Shinohara (篠原 弘道) (né le 1er août 1913 à Utsunomiya et mort au combat le 27 août 1939 à Dornod) est un as de l'aviation japonais.

## Biographie
Il a notamment participé à la bataille de Khalkhin Gol.
Il est l'as avec le plus de victoires du service aérien de l'Armée impériale japonaise, avec 58 victoires en seulement trois mois sur un Nakajima Ki-27 contre l'armée de l'air soviétique. Cela lui vaut le surnom de « Richthofen de l'Orient ».
Il est lui-même abattu par un Polikarpov I-16 soviétique après avoir remporté trois victoires au cours d'une mission d'escorte de bombardiers.